# CIX
CIX هي فرقة فتيان كورية جنوبية تأسست في 2019.